# Gournay-sur-Marne
Gournay-sur-Marne (franskt uttal: [ɡuʁnɛ syʁ maʁn]
 ( lyssna)) är en kommun i departementet Seine-Saint-Denis i regionen Île-de-France i norra Frankrike. Kommunen ligger i kantonen Noisy-le-Grand som tillhör arrondissementet Le Raincy. År 2022 hade Gournay-sur-Marne 7 101 invånare.

## Befolkningsutveckling
| Befolkningsutvecklingen i Gournay-sur-Marne 1968–2021 | Befolkningsutvecklingen i Gournay-sur-Marne 1968–2021 | Befolkningsutvecklingen i Gournay-sur-Marne 1968–2021 | Befolkningsutvecklingen i Gournay-sur-Marne 1968–2021 | Befolkningsutvecklingen i Gournay-sur-Marne 1968–2021 |
| ----------------------------------------------------- | ----------------------------------------------------- | ----------------------------------------------------- | ----------------------------------------------------- | ----------------------------------------------------- |
|                                                       |                                                       |                                                       |                                                       |                                                       |
| År                                                    |                                                       |                                                       | Folkmängd                                             |                                                       |
| 1968                                                  | 1968                                                  |                                                       | 3 922                                                 |                                                       |
| 1975                                                  | 1975                                                  |                                                       | 4 285                                                 |                                                       |
| 1982                                                  | 1982                                                  |                                                       | 4 220                                                 |                                                       |
| 1990                                                  | 1990                                                  |                                                       | 5 486                                                 |                                                       |
| 1999                                                  | 1999                                                  |                                                       | 5 925                                                 |                                                       |
| 2007                                                  | 2007                                                  |                                                       | 6 196                                                 |                                                       |
| 2015                                                  | 2015                                                  |                                                       | 6 852                                                 |                                                       |
| 2021                                                  | 2021                                                  |                                                       | 6 882                                                 |                                                       |